# David Herman (színművész)
David Herman (? –) amerikai színész, szinkronszínész, humorista.
1995–1997 között a MADtv szereplőgárdájának tagja volt. 1999-ben a Hivatali patkányok című filmben szerepelt. 
Szinkronszínészként kölcsönözte hangját olyan animációs sorozatokban, mint a Bob burgerfalodája, a Brickleberry, a Futurama, a Texas királyai, az OK K.O.! Legyünk hősök!, A kiábrándult királylány és a Father of the Pride.

## Filmográfia

### Film
| Év   | Magyar cím                                         | Eredeti cím                                              | Szerep                                         | Magyar hang    |
| ---- | -------------------------------------------------- | -------------------------------------------------------- | ---------------------------------------------- | -------------- |
| 1989 | Bukott angyalok                                    | Lost Angels                                              | Carlo                                          |                |
| 1989 | Született július 4-én                              | Born on the Fourth of July                               | páciens                                        |                |
| 1999 | Hivatali patkányok                                 | Office Space                                             | Michael Bolton                                 | Lippai László  |
| 2000 | Sípolj, ha tudod mit nyeltél tavaly disznóvágáskor | Shriek If You Know What I Did Last Friday the Thirteenth | Mr. Lowelle Buchanan                           | F. Nagy Zoltán |
| 2000 | Hé, haver, hol a kocsim?                           | Dude, Where's My Car?                                    | Nelson                                         | Scherer Péter  |
| 2000 | A csendestárs nem dumál                            | Table One                                                | Norman                                         |                |
| 2005 |                                                    | The Lather Effect                                        | Corey                                          |                |
| 2005 | Papák a partvonalon                                | Kicking & Screaming                                      | bíró                                           | Holl Nándor    |
| 2005 | Dick és Jane trükkjei                              | Fun with Dick and Jane                                   | dühös telefonáló (hangja)                      |                |
| 2006 | Hülyék Paradicsoma                                 | Idiocracy                                                | külügyminiszter                                | Elek Ferenc    |
| 2007 | Mézengúz                                           | Bee Movie                                                | Zümm, Pollen Vagány (hangja)                   | Juhász György  |
| 2007 | Mézengúz                                           | Bee Movie                                                | Zümmer Ferenc (hangja)                         | Bodrogi Attila |
| 2007 | Mézengúz                                           | Bee Movie                                                | Pilóta (hangja)                                | Gardi Tamás    |
| 2007 |                                                    | Futurama: Bender’s Big Score                             | több szereplő hangja                           |                |
| 2008 |                                                    | Futurama: The Beast with a Billion Backs                 | több szereplő hangja                           |                |
| 2008 | Futurama: Bender’s Game                            |                                                          | több szereplő hangja                           |                |
| 2009 |                                                    | Futurama: Into the Wild Green Yonder                     | több szereplő hangja                           |                |
| 2013 |                                                    | Bad Milo!                                                | Ralph (hangja)                                 |                |
| 2016 | Gólyák                                             | Storks                                                   | egyéb szereplők hangja                         |                |
| 2019 |                                                    | Scooby-Doo! and the Curse of the 13th Ghost              | Seriff (hangja)                                |                |
| 2019 |                                                    | Scooby-Doo! Return to Zombie Island                      | Seriff / Jack (hangja)                         |                |
| 2020 |                                                    | Happy Halloween, Scooby-Doo!                             | Seriff (hangja)                                |                |
| 2022 | Bob burgerfalodája – A film                        | The Bob's Burgers Movie                                  | Mr. Frond (hangja)                             |                |
| 2022 | Beavis és Butt-head lenyomja az univerzumot        | Beavis and Butt-Head Do the Universe                     | Gage / német turista / börtönigazgató (hangja) |                |
| 2023 | Kivert kutyák                                      | Strays                                                   | kutya (hangja)                                 |                |

Egyéb filmek
| Év   | Cím                                  | Szerep          | Megjegyzések   |
| ---- | ------------------------------------ | --------------- | -------------- |
| 1997 | Kirk and Kerry                       | Dave            | rövidfilm      |
| 1998 | Gunshy                               | Dan             | rövidfilm      |
| 2013 | I Know That Voice                    | önmaga          | dokumentumfilm |
| 2017 | Best Fiends: Boot Camp               | Roger (hangja)  | rövidfilm      |
| 2017 | Best Fiends: Visit Minutia           | Roger (hangja)  | rövidfilm      |
| 2018 | Best Fiends: Fort of Hard Knocks     | Gordon (hangja) | rövidfilm      |
| 2018 | Best Fiends: Baby Slug's Big Day Out | Gordon (hangja) | rövidfilm      |

### Televízió
| Év                          | Magyar cím               | Eredeti cím                 | Szerep                                                                  | Megjegyzések                                          |
| --------------------------- | ------------------------ | --------------------------- | ----------------------------------------------------------------------- | ----------------------------------------------------- |
| 1995                        |                          | House of Buggin’            | több szerep                                                             | 10 epizód                                             |
| 1995–1997                   | Mad TV                   | MADtv                       | több szerep                                                             | főszereplő (1–3. évad)                                |
| 1997–2010                   | Texas királyai           | King of the Hill            | Buckley / Jimmy Wichard / Eustac / egyéb szereplők (hangja)             | 147 epizód                                            |
| 1999–2003; 2008–2013; 2023– | Futurama                 | Futurama                    | több szereplő hangja                                                    | visszatérő szerep (1–5. évad) főszereplő (6. évadtól) |
| 2000                        | Angel                    | Angel                       | David Nabbit                                                            | 3 epizód                                              |
| 2001                        |                          | Primetime Glick             | több szerep                                                             | 2 epizód                                              |
| 2001–2003                   |                          | Invader Zim                 | egyéb szereplők hangja                                                  | 7 epizód                                              |
| 2003                        |                          | Life on Parole              | Dave                                                                    | tévéfilm                                              |
| 2003–2008                   |                          | ChalkZone                   | Generic Man (hangja)                                                    | 3 epizód                                              |
| 2004                        | 24                       | 24                          | Dalton Furrelle                                                         | 2 epizód                                              |
| 2004                        | A Sorscsapás család      | Grounded for Life           | Lomax / J.J. Bodybuddy / Dave                                           | 2 epizód                                              |
| 2004                        |                          | Father of the Pride         | Roy Horn (hangja)                                                       | főszereplő                                            |
| 2006–                       | Amerikai fater           | American Dad!               | több szereplő hangja                                                    |                                                       |
| 2008                        |                          | Moral Orel                  | Fakey igazgató / egyéb szereplők hangja                                 | 6 epizód                                              |
| 2008–2009                   |                          | The Drinky Crow Show        | Gabby bácsi / Maak kapitány (hangja)                                    | főszereplő                                            |
| 2009                        |                          | The Goode Family            | Ubuntu Goode (hangja)                                                   | főszereplő                                            |
| 2011                        | Beavis és Butt-head      | Beavis and Butt-Head        | egyéb szereplők hangja                                                  | 4 epizód                                              |
| 2011–                       | Bob burgerfalodája       | Bob's Burgers               | Mr. Phillip Frond / egyéb szereplők hangja                              | visszatérő szerep                                     |
| 2012                        | Family Guy               | Family Guy                  | David Strathairn (hangja)                                               | 1 epizód                                              |
| 2012–2015                   | Brickleberry             | Brickleberry                | Steve Williams / egyéb szereplők hangja                                 | főszereplő                                            |
| 2013                        |                          | Out There                   | Babel (hangja)                                                          | 1 epizód                                              |
| 2013                        |                          | Lakewood Plaza Turbo        | Mr. Gar / Brandon (hangja)                                              | 1 epizód                                              |
| 2014                        | A Simpson család         | The Simpsons                | Scruffy (hangja)                                                        | 1 epizód                                              |
| 2014–2016                   |                          | TripTank                    | több szereplő hangja                                                    | 12 epizód                                             |
| 2015                        |                          | Ridin' with Burgess         | Duzenthal / narrátor (hangja)                                           | próbaepizód                                           |
| 2015                        |                          | The Awesomes                | egyéb szereplők hangja                                                  | 9 epizód                                              |
| 2016                        | Jobb idők                | Better Things               | Richard                                                                 | - 1 epizód - magyar hangja: - Holl Nándor             |
| 2017                        | Jeff és az űrlények      | Jeff & Some Aliens          | Zib Zog apja / házigazda (hangja)                                       | 1 epizód                                              |
| 2017                        | Kalandra fel!            | Adventure Time              | Randy / egyéb szereplők hangja                                          | 1 epizód                                              |
| 2017                        |                          | Tarantula                   | egyéb szereplők hangja                                                  | 3 epizód                                              |
| 2017–2019                   | OK K.O.! Legyünk hősök!  | OK K.O.! Let's Be Heroes    | Mr. Gar / Brandon / Jethro / Beardo / Cool Sun / egyéb szereplők hangja | főszereplő                                            |
| 2018                        | BoJack Horseman          | BoJack Horseman             | Arnold Schwarzenegger (hangja)                                          | 1 epizód                                              |
| 2018–2022                   | Paradise rendőrei        | Paradise PD                 | Kevin Crawford (hangja)                                                 | főszereplő                                            |
| 2018–2023                   | A kiábrándult királylány | Disenchantment              | Jerry / Herald / Chazzzzz / Guysbert / egyéb szereplők hangja           | főszereplő                                            |
| 2019–2021                   |                          | Bless the Harts             | Peter / egyéb szereplők hangja                                          | visszatérő szerep                                     |
| 2020–2022                   |                          | Central Park                | Dmitry / egyéb szereplők hangja                                         |                                                       |
| 2021–                       | É-szakik                 | The Great North             | Santiago Carpaccio / Gill Beavers / egyéb szereplők hangja              | visszatérő szerep                                     |
| 2022                        | Űrhadosztály             | Space Force                 | Albertson                                                               | 1 epizód                                              |
| 2022                        |                          | Farzar                      | Carter igazgató / egyéb szereplők hangja                                | 1 epizód                                              |
| 2022                        |                          | Slippin' Jimmy              | Roger / Warren / Seth (hangja)                                          | 2 epizód                                              |
| 2024                        |                          | Everybody Still Hates Chris | egyéb szereplők hangja                                                  | 2 epizód                                              |

## Fordítás
- Ez a szócikk részben vagy egészben  a   David Herman című angol Wikipédia-szócikk ezen változatának fordításán alapul.  Az eredeti cikk szerkesztőit annak laptörténete sorolja fel. Ez a jelzés csupán a megfogalmazás eredetét és a szerzői jogokat jelzi, nem szolgál a cikkben szereplő információk forrásmegjelöléseként.